# Urząd Bokhorst-Wankendorf
Urząd Bokhorst-Wankendorf (niem. Amt Bokhorst-Wankendorf) – urząd w Niemczech w kraju związkowym Szlezwik-Holsztyn, w powiecie Plön. Siedziba urzędu znajduje się w miejscowości Wankendorf.
W skład urzędu wchodzi osiem gmin:
1. Belau
2. Großharrie
3. Rendswühren
4. Ruhwinkel
5. Schillsdorf
6. Stolpe
7. Tasdorf
8. Wankendorf